# Jiangshan, Fujian
Jiangshan är en köping i sydöstra Kina. Den ligger i stadsdistriktet Xinluo i staden Longyan i provinsen Fujian, omkring 250 kilometer sydväst om provinshuvudstaden Fuzhou. Antalet invånare är 7 780. Befolkningen består av 3 646 kvinnor och 4 134 män. Barn under 15 år utgör 12,0 %, vuxna 15-64 år 74 %, och äldre över 65 år 12,0 %.